# Susanne Giesa
Susanne Giesa (* in Dessau) ist eine deutsche  Pianistin und Musiklehrerin.
Ihren ersten Musikunterricht erhielt sie bereits mit fünf Jahren. Von 1989 bis 1996 absolvierte sie ein Klavierstudium (mit zweitem Hauptfach Gesang) an der Hochschule für Musik und Theater Leipzig. In verschiedenen Meisterkursen für Liedpianisten perfektionierte sie ihr Können bei Elisabeth Schwarzkopf, Dietrich Fischer-Dieskau und anderen. Ein künstlerisches Aufbaustudium für Kammermusik und Liedgestaltung in Leipzig beendete sie mit Auszeichnung. Daran schlossen sich Lehraufträge am gleichen Institut an.
Sie erhielt 1993 den Sonderpreis für Liedbegleitung beim  Felix-Mendelssohn-Bartholdy-Wettbewerb, der von der Stiftung Preußischer Kulturbesitz verliehen wird. Seit 1997 ist sie beim Dresdner Kreuzchor und an der TU Dresden tätig.